# Krok w dorosłość
Krok w dorosłość (ang. Love in Limbo) – australijski film komediowy z 1993 roku, w reżyserii Davida Elfick'a. W jednej z głównych ról wystąpił Russell Crowe.
Film kręcono w Cottesloe, Kalgoorlie i Perth, w Zachodniej Australii.

## Fabuła
Akcja filmu rozgrywa się w Zachodniej Australii w latach 50.
Niezdarny nastolatek Ken Riddle, popisuje się przed kolegami, że posiada bardzo bogatą wiedzę seksualną – teoretyczną i praktyczną, ale wkrótce się okazuje, że sam jest jeszcze prawiczkiem. Ken niebawem zostaje wyrzucony ze szkoły, gdy zostaje przyłapany przez nauczycielkę angielskiego, na sprzedaży erotycznych rysunków.
Zostaje przyjęty przez swojego wuja Herberta do pracy w zakładzie odzieżowym. Wkrótce wuj zatrudnia Barry'ego – rówieśnika Kena. Chłopcy szybko się zaprzyjaźniają. Ich bezpośrednim przełożonym zostaje Arthur, który jest dla nich bardzo surowy i  co by nie zrobili to wszystkiego się czepia. Wszystko się zmienia gdy Arthur zaprasza Kena i Barry'ego, do siebie na przyjęcie.

## Główne role
- Craig Adams – Ken Riddle
- Rhondda Findleton – Gwen Riddle
- Martin Sacks – Max Wiseman
- Aden Young – Barry McJannet
- Russell Crowe – Arthur Baskin
- Maya Stange – Ivy Riddle
- Samantha Murray – Maisie
- Bill Young – wuj Herbert
- Leith Taylor – Pani Rutherford
- Jill Perryman – ciotka Dorry
- Robert van Mackelenberg – dyrektor szkoły

## Nagrody i nominacje
- Nominacja – Australijska Akademia Sztuk Filmowych i Telewizyjnych AFI/AACTA 1992 – za: Najlepsza scenografia, David McKay,
- Nominacja – Australijska Akademia Sztuk Filmowych i Telewizyjnych AFI/AACTA 1992 – za: Najlepsze kostiumy, Clarissa Patterson[2]